# Siem Reap Football Club
Siem Reap Football Club é a equipe representativa da província de Siem Reap para a disputa de competições a nível nacional do Camboja. Atualmente, é dedicada para a organização de uma seleção para a fase provincial da Copa Hun Sen todos os anos.

## História
Só há um registro da participação do clube na primeira divisão nacional, que foi em 2005.
Em 2020, participou da Copa Hun Sen, e se classificou para a fase nacional após terminar em primeiro lugar no Grupo B da fase provincial, mas foi derrotada na primeira ronda pela equipe do Boeung Ket na ida e na volta, pelos placares de 5 a 0 e 13 a 0, respectivamente.

## Treinadores
- Ly Theara (2020)[3]